# Nowotna
Nowotna ist ein Weiler und Schulzenamt der Landgemeinde Stegna im Powiat Nowodworski der Woiwodschaft Pommern in Polen.

## Geographie
Der Ort liegt 22 Kilometer nordwestlich von Elbląg (deutsch Elbing) und 30 Kilometer südöstlich von Danzig. Die Kreisstadt Nowy Dwór Gdański (Tiegenhof) liegt sieben Kilometer südlich und Stegna (Steegen) zehn Kilometer nördlich. Nachbarorte sind Tujsk (Tiegenort) im Norden, Stobiec (Stobbendorf) im Osten, Żelichowo (Petershagen) im Süden, Szkarpawa (Scharpau) im Westen und Świerznica (Kalteherberge) im Nordwesten.
Die Gemarkung von Tujsk umgibt den gesamten Ort. Er ist landwirtschaftlich geprägt. Im Ostteil stehen einige Mietshäuser für Landarbeiter. Die Landschaft gehört zum Żuławy Wielkie (Großes Marienburger Werder) im Żuławy Wiślane (Weichsel-Nogat-Delta). Der Ort liegt auf dem Westufer der Tuja (Tiege), die bei Tujsk in die Szkarpawa (Elbinger Weichsel) mündet. Im Westen fließt die Linawa (Alte Lake) zur Szkarpawa. Das Gebiet wird von zahlreichen Gräben durchzogen, an denen vor 1945 zahlreiche Entwässerungsmühlen arbeiteten.

## Geschichte

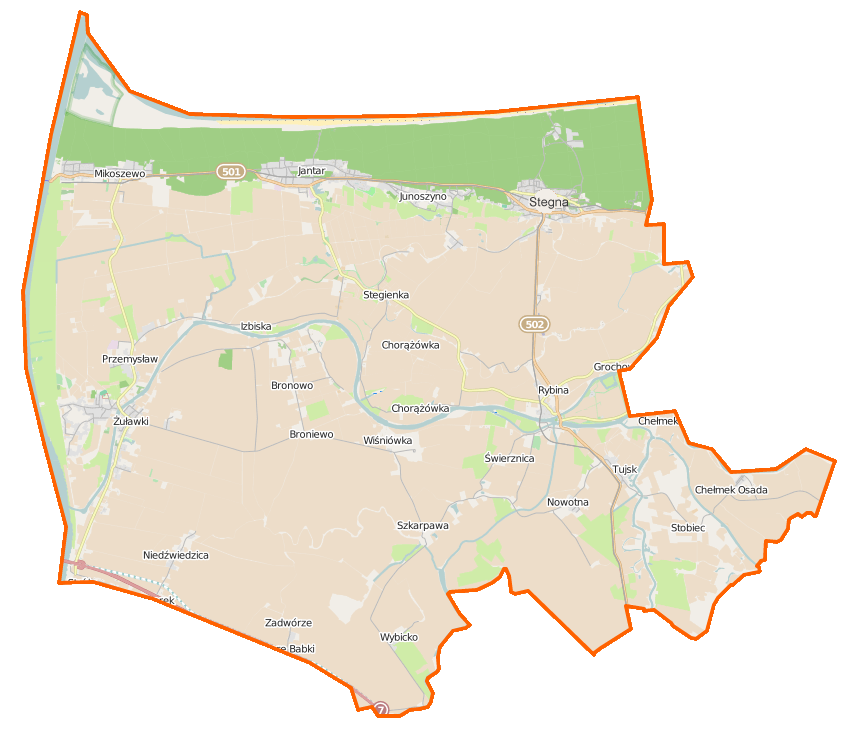
Karte der Landgemeinde

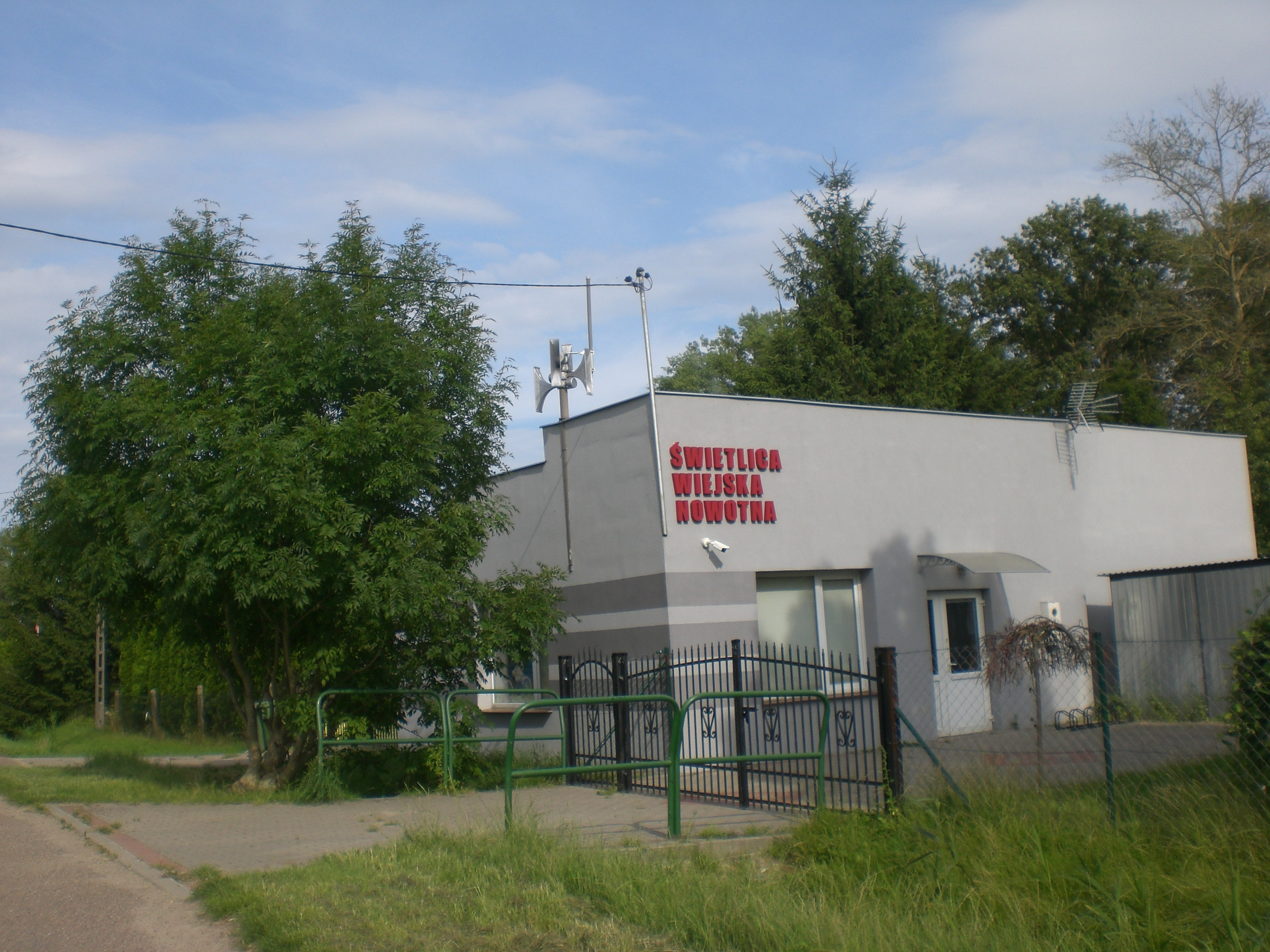
Gemeindezentrum in Nowotna, 2023

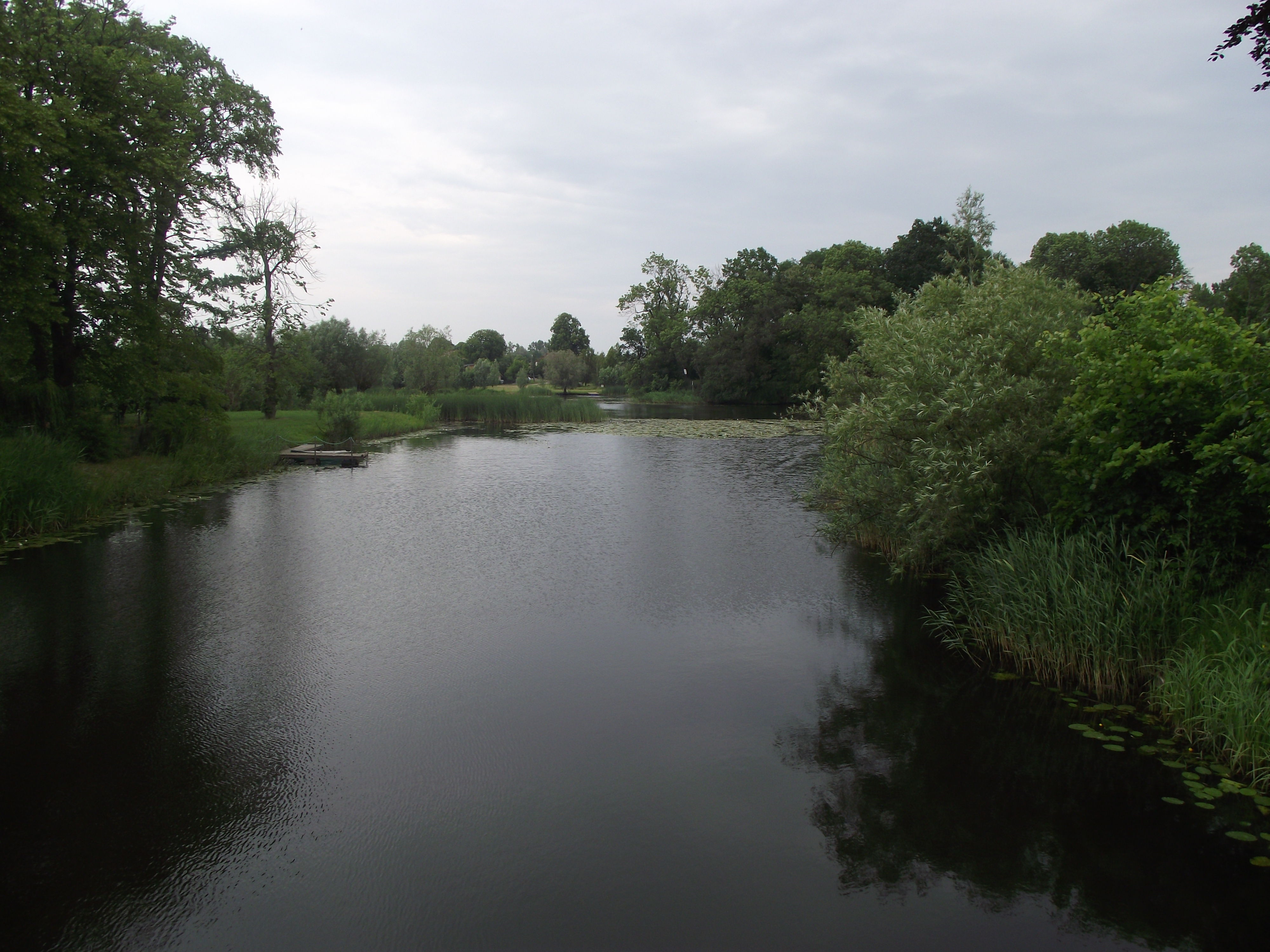
Die Linawa (Alte Lake)

Nowotna war vor 1945 ein auf Karten unbenannter Hof auf dem Gebiet der Landgemeinde Tiegenort. Tiegenort gehörte zur Scharpau, dem Fischamt des Deutschen Ordens. Das Gebiet kam 1454 mit Königlich Preußen vom Deutschordensstaat an die Woiwodschaft Marienburg des Königreichs Polen und wurde drei Jahre später von König Kasimir IV. an die Stadt Danzig verpfändet. Es ging später in den Besitz des Bischofs des Ermlands über, von dem es wiederum die Stadt Danzig 1530 erwarb.
Mit der zweiten Polnischen Teilung wurde die Scharpau 1793 von Preußen annektiert. Es war das einzige der ehemaligen Danziger Gebiete, das 1807 nicht zur Republik Danzig kam. Am 1. Januar 1874 wurde die Kreisordnung für die Provinz Preußen eingeführt, diese wurde vier Jahre später wieder in die Provinzen Ost- und Westpreußen geteilt. Am 25. April 1874 entstand der Amtsbezirk Nieder-Scharpau aus sechs Landgemeinden. Vor 1881 erfolgte die Umbenennung in Niedere Scharpau. Die Zahl der Landgemeinden wurde bis 1908 auf zwei verringert. Neben Holm behielt Tiegenort den Status einer Landgemeinde. Sitz des Amtsgerichts war Tiegenhof. Lutheraner waren nach Tiegenort, Katholiken wurden 1629 nach Tiegenhagen eingepfarrt. Ab 1735 bestand in Tiegenort auch eine mennonitische Gemeinde.
Der Amtsbezirk wurde gemäß den Bestimmungen des Friedensvertrags von Versailles am 10. Januar 1920 an die Freie Stadt Danzig abgetreten. Das Gebiet kam dort zum Landkreis Großes Werder (bis 1920 Landkreis Großer Werder). Nach dem deutschen Überfall auf Polen kam das Gebiet von 1939 bis 1945 zum Reichsgau Danzig-Westpreußen und in der Folge des Zweiten Weltkriegs an die Republik Polen. Die deutschen Dorfbewohner wurden vertrieben.
Der Ort gehört seit 1973 zur Landgemeinde Stegna. Die Landgemeinde war von 1954 bis 1972 in Gromadas aufgelöst. Von 1975 bis 1998 war der Powiat aufgelöst und Ort sowie Gemeinde kamen zur Woiwodschaft Elbing. Zum 1. Januar 1999 kam die Gemeinde zum Powiat Nowodworski der Woiwodschaft Pommern. Das Amt des Sołtys hat bis 2029 Agnieszka Walczyk inne. Tujsk und Nowotna hatten 2021 zusammen 663 Einwohner.

## Wirtschaft und Bildung
Im Westen des Orts ist ein landwirtschaftlicher Großbetrieb angesiedelt. Im Süden des Orts stehen seit 2014 20 Windkraftanlagen des Windparks Nowotna. Der Weiler hat ein kleines Gemeindezentrum. Schulen und eine Gemeindebibliothek sind in Tujsk angesiedelt.

## Verkehr
Östlich von Nowotna führt die Woiwodschaftsstraße DW502 (ehemals Reichsstraße 129) von der Kreisstadt über Tujsk nach Stegna an der Danziger Bucht der Ostsee. Der nächste internationale Flughafen ist Danzig.
Die Kleinbahn Nowy Dwór Gdański–Stegna (ehemals Westpreußische Kleinbahnen AG) bedient den Nachbarort Tujsk touristisch und saisonal.